# Parafia Świętych Kosmy i Damiana w Miliku
Parafia Świętych Kosmy i Damiana w Miliku – parafia rzymskokatolicka z siedzibą w Miliku, znajdująca się w diecezji tarnowskiej, w dekanacie Krynica-Zdrój.
Na terenie parafii funkcjonuje kościół filialny w dawnej cerkwi w Andrzejówce.

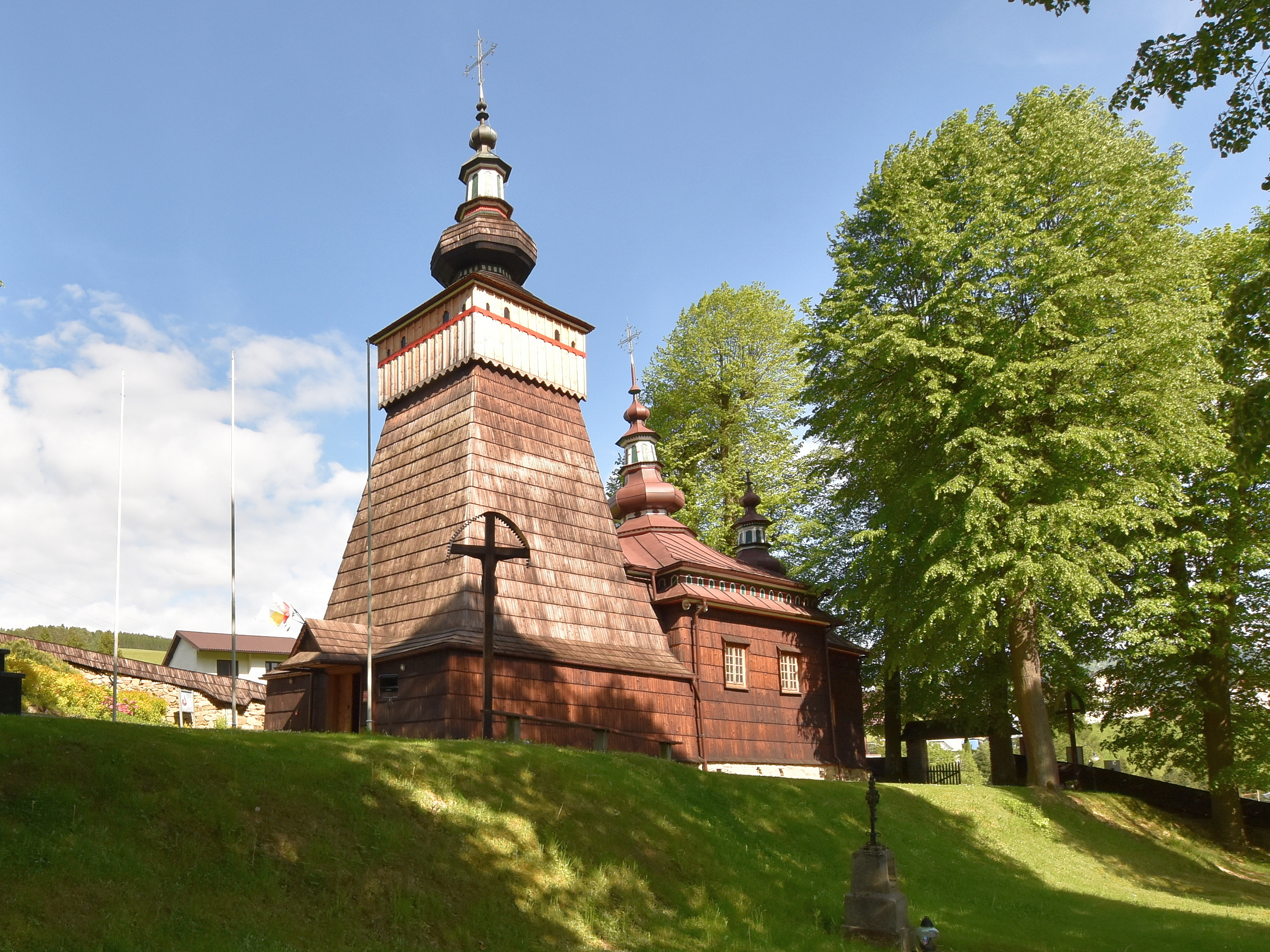
Dawna cerkiew w Andrzejówce